# Sallingsund Fodbold Club
Sallingsund Fodbold Club (forkortet Sallingsund FC eller SFC) er en dansk fodboldklub beliggende i Nordsalling med godt 280 medlemmer (marts 2006). Afvikling af klubbens hjemmebanekampe er fordelt mellem Durup Stadion og Glyngøre Stadion. Igennem hele klubbens historie har man udelukkende spillet i de lokale serier under Jydsk Boldspil-Union (JBU).

## Klubbens historie
Fodboldafdelingerne i de to lokaler foreninger i Durup og Glyngøre havde allerede i starten af 1980'erne et samarbejde omkring en række ungdomshold i 11-mandsfodbold, hvilket medførte at foreningerne bestyrelser undersøgte muligheden for dannelsen af en ren fodboldklub. Dette kom til en afstemning på to samtidige ekstraordinære generalforsamlinger i foreningerne i efteråret 1987, hvilket resulterede i bred enighed om en fusion. Sallingsund FC blev stiftet den 29. oktober 1987 ved en sammenlægning af de to fodboldafdelinger under Durup Idræts Forening og Glyngøre Idræts Forening. SFC's første formand blev Frede Skovsted, som efterfulgtes af Peter Vestergård, Chris Sørensen og Villy Hansen. Indtil 2004 var foreningen økonomisk tilknyttet moderklubberne. Klubben er medlem af Skive Idrætssamvirke.
Fodboldklubben råder i dag således over tre fodboldbaner i henholdsvis Glyngøre og Durup med en lysbane begge steder. Foreningens eget klubhus er placeret i Glyngøre, og det er også fodboldbanen i Glyngøre (med en skråning langs den ene langside), der betragtes som hjemmebane af spillerne. I Durup har man omklædningsfaciliteter ved Durup Idræts- og Svømmehal. Grunden hvorpå klubbens lokaler er lokaliseret er ejet af Skive Kommune (tidligere Sallingsund Kommune).
Klubbens bedste hold har tidligere været rangeret i serie 2 under Jydsk Boldspil-Union (JBU), hvilket er klubbens højeste placering, men det bedste hold har også været nede i serie 5. På det pågældende tidspunkt rådede man over tre herreseniorhold, mens man i 2007-sæsonen råder over to herreseniorhold. Førsteholdet er i øjeblikket placeret i Serie 5, mens andetholdet er placeret i Serie 6. I øjeblikket findes der også et hold bestående af ukrainere fra div. landbrug rundt omkring i Salling, der også spiller i Serie 5. Derudover har klubben en del ungdomshold for både drenge og piger samt to oldboyshold under både JBU og DGI. Klubben havde i midten af 1990'erne et godt dame hold, som opnåede at spille i Serie 1.
I 2007-sæsonen endte klubbens førstehold på en 2. plads i serie 4, og sikrede sig dermed oprykning til serie 3. 2007-sæsonen bød også på kampe i Landspokalturneringen for herrer, hvor det blev til sejre over serie 4-holdene Lyngs/Uglev og Frøstrup/Hannæs IF og serie 3-holdet Hanstholm IF, inden serie 2-holdet FS Midtthy gjorde det af med SFC.

## Fodnoter og referencer
1. ↑  Puljens nummer i den pågældende serie er konverteret overtil det nye nummereringssystem, som nu anvendes af alle lokalunionerne under DBU med undtagelse af KBU. Puljenummeret ifølge JBUs tidligere nummeringssystem er nævnt i parentes, hvilket betyder at klubben i 2006-sæsonen spillede i Serie 4, pulje 43 (jf. http://www.dbu.dk/sr/position.aspx?poolid=25562), men set med JBUs såkaldte nye nummereringssystem spillede klubben sidste år i Serie 4, pulje 13.
2. ↑  Skal Sallingsund fodboldklub nedlægges? (Webside ikke længere tilgængelig) Annonce Bladet Salling & Fur, marts 2006.
3. ↑  Sallingsund FC Arkiveret 4. marts 2016 hos  Wayback Machine Jysk Fodboldhistorie, hentet den 7. oktober 2007.
4. ↑  Medlemskartotek pr. 31. oktober 2006 Arkiveret 24. september 2010 hos  Wayback Machine Skive Idrætssamvirke, hentet den 7. oktober 2007.
5. ↑  Bevillinger 2005 Arkiveret 6. oktober 2006 hos  Wayback Machine Lokale- og Anlægsfonden, hentet den 7. oktober 2007.

## Ekstern kilde/henvisning
- Sallingsund FC's officielle hjemmeside

| Fodbold | Spire Denne artikel om en dansk fodboldklub er en spire som bør udbygges. Du er velkommen til at hjælpe Wikipedia ved at udvide den. |